# Ludovisi
Ludovisi es el decimosexto rione de Roma, indicado como R. XVI.

## Historia
Este rione es uno de los que tienen su origen tras la unificación italiana (como San Saba, Testaccio y Prati). Fue creado a partir de la convención de 1886 entre los Boncompagni, herederos de los Ludovisi, y el Ayuntamiento de Roma. Con este acuerdo los príncipes de Piombino destinaban a la urbanización la Villa Ludovisi, unas veinticinco hectáreas de parque entre las murallas aurelianas y el núcleo histórico de los rioni Trevi y Colonna, que entre los siglos XVII y XIX se había extendido hacia el este hasta la Porta Salaria (actual Piazza Fiume).
Esta urbanización, sus acontecimientos, sus protagonistas, se pueden considerar un episodio ejemplar del desarrollo otorgado por los Saboya a la nueva capital, desarrollo basado en una especulación urbanística que atrajo a empresarios de media Europa y en el espacio de menos de veinticinco años condujo a la ciudad de la brecha de Porta Pia a la crisis económica de finales de los años 1880, al escándalo de la Banca Romana.
El brazo técnico-financiero de la operación (inútilmente denunciada como destrucción imperdonable por los intelectuales europeos de la época) fue la Società Generale Immobiliare, constituida en Turín en 1862, pero que siguió los movimientos de las capitales del reino trasladando su sede primero a Florencia (en 1862) y finalmente a Roma en 1880; aquí se convirtió en la gran protagonista, durante un siglo, de la especulación urbanística romana.
En cuanto al desarrollo del rione Ludovisi, se puede decir que el proyecto de su urbanización nació junto a Roma capital: no por casualidad el príncipe Ignazio Boncompagni di Piombino fue uno de los dieciocho componentes de la junta provisional de gobierno de la ciudad (seis nobles, cuatro burgueses y ocho terratenientes y comerciantes rurales) que entre sus primeros actos había encargado a una comisión de arquitectos e ingenieros que seleccionara proyectos «para la construcción de nuevos barrios en la parte [de la ciudad] que se presta mejor a la nueva edificación». La parte en cuestión era la zona alta entre el Esquilino y el Pincio, ya identificada por su cercanía a Termini y en cuyos terrenos ya habían empezado a intervenir financieros extranjeros y del norte de Italia.
Entre estudios, opiniones y debates, el primer plano regulador del desarrollo urbanístico de la «tercera Roma», firmado por Viviani, fue aprobado en 1873, legitimando las siete convenciones con el Ayuntamiento de Roma para la edificación de nuevos barrios que ya habían sido ratificadas a prescindere. Luego pasaron más de diez años, durante los cuales se construyeron nuevos inmuebles y continuó aumentando el precio de las zonas edificables, antes de que se aprobara en 1883, con ley de 1881, un plano regulador oficial y vinculante.
Aunque este último plano de Viviani preveía la conservación de la Villa Ludovisi, también la nobleza de la ciudad quería participar en el juego. Fue así que el príncipe Rodolfo Boncompagni Ludovisi firmó en 1886 una convención con el Ayuntamiento y con la Società Generale Immobiliare para la recalificación, la urbanización y la «edificación de un barrio residencial de razón privada en la antigua Villa Ludovisi». El acuerdo se concluyó, sin embargo, poco antes de la crisis, que afectó al príncipe de Piombino y condujo a la Immobiliare al borde de un quiebra de la cual se salvó en 1898 gracias a un acuerdo con sus acreedores.
Superada la fase aguda de la crisis, la urbanización los terrenos designados volvió a ganar impulso: ya se habían construido edificios elegantes en la Via di Porta Pinciana, en 1890 se había completado el Palazzo Margherita, en 1905 se construyeron Villa Maraini, el Hotel Flora y el Hotel Excelsior, y en 1906 se completó la Via Veneto. Entre 1925 y 1935 se produjo otra época de intensa edificación, con el Hotel Ambasciatori, el Palazzo dell'INA y el actual Ministero dell'Industria (originalmente Ministero delle Corporazioni).

### Escudo

Escudo del rione Ludovisi: rojo con tres bandas de oro en el jefe y un dragón de oro en la punta.

El escudo (rojo con tres bandas de oro en el jefe y un dragón de oro en la punta) reproduce fielmente el escudo de los Boncompagni-Ludovisi, con las tres bandas de los segundos y el dragón de los primeros.

## Topografía

### Límites
Estos son los límites del rione:
- Las murallas aurelianas hasta la Porta Pinciana con el barrio Pinciano;
- Via di Porta Pinciana y Via Francesco Crispi con Campo Marzio;
- Via degli Artisti, Via di S.Isidoro y Via Veneto con el rione Colonna;
- Via di San Basilio con Trevi;
- Via Friuli, Via Lucullo, Via Boncompagni y Via Calabria hasta la Piazza Fiume (excluida) con Sallustiano.

### Plazas
- Largo F.Fellini
- Piazza Fiume

### Calles
- Via Abruzzi
- Via degli Artisti
- Via Aurora
- Via Leonida Bissolati
- Via Boncompagni
- Via Cadore
- Via Calabria
- Via Campania
- Via F.Crispi
- Via Emilia
- Via Friuli
- Via Lazio
- Via Liguria
- Via Lombardia
- Via Lucania
- Via Lucullo
- Via Ludovisi
- Via Marche
- Via Molise
- Via Piemonte
- Via di Porta Pinciana
- Via Puglie
- Via Romagna
- Via di San Basilio
- Via di Sant'Isidoro
- Via Sardegna
- Via Sicilia
- Via Toscana
- Via Vittorio Veneto (conocida como Via Veneto)
- Via Versilia

## Monumentos y lugares de interés

### Edificios
- Casino dell'Aurora
- Palazzo Margherita, sede de la embajada de los Estados Unidos
- Villino Florio

### Escuelas
- Liceo científico estatal Augusto Righi
- Liceo gimnasio estatal Torquato Tasso
- Escuela media estatal Michelangelo Buonarroti
- Escuela elemental Regina Elena

### Arquitectura religiosa
- Santa Maria Immacolata a via Veneto (Santa Maria della Concezione dei Cappuccini)
- Sant'Isidoro a Capo le Case
- San Patrizio a Villa Ludovisi
- Santa Maria Regina dei Cuori
- Iglesia evangélica luterana
- Santissimo Redentore e Santa Francesca Saverio Cabrini
- San Marone
- Corpus Christi
- Sant'Andrea di Grecia
- San Lorenzo da Brindisi (desacralizada)
- San Giuseppe Calasanzio (desacralizada)

### Puertas
- Porta Pinciana